# ستانلي هيل
ستانلي هيل (2 أغسطس 1885 بأديلايد في أستراليا - 10 مايو 1970 في المملكة المتحدة) (بالإنجليزية: Stanley Hill)‏ هو لاعب كريكت أسترالي. لعب مع فريق جنوب أستراليا للكريكت ‏ وفريق جنوب ويلز الجديد للكريكت ‏.

## وصلات خارجية
- ستانلي هيل على موقع إي آس بي آن كريك إنفو (الإنجليزية)